# Антон Кисе
Антон Иванович Кисе (на украински: Анто́н Іва́нович Кіссе́) е украински политик от български произход, депутат във Върховната рада на Украйна (в периода 2004 – 2006 г., 2012 – 2014 г. и от 2014 г.). Председател на Асоциацията на българите в Украйна. Той е основател и съпредседател на политическа партия Наш край.

## Детство и образование
Антон Кисе е роден на 10 октомври 1958 г. село Евгеновка (Тарутински район), Одеска област, УССР, СССР. Учи до 8-и клас в родното си село, след това завършва средното си образование в Бородино.
След като се уволнява от военна служба в съветската армия е приет в Южноукраинския национален педагогически университет „Константин Ушински“ в Одеса, където през 1983 г. завършва специалност „Учител по физическо възпитание“. През 1997 г. получава диплома по специалност „Право“ в Одески национален университет „Иля Мечников“, а през 1999 г. получава диплома по специалност „Публична администрация“ в Национален университет „Одеска юридическа академия“.

## Професионална кариера
Започва работа като шофьор на трактор в държавната ферма „Родина“ в родното си село. През 1994 г. става заместник-председател на Иличевската районна администрация на градския съвет в Одеса, където работи 8 години, а след това става неин председател. През 2003 г. е назначен за заместник-председател на държавна администрация в Одеска област, където работи до избирането му за депутат през 2004 г.
През 2007 – 2012 г. е отново заместник на регионалния съвет на Одеса, където работи в Комисията по култура, туризъм, духовност и междуетнически отношения.

## Политическа карира
В периода 1990 – 2004 г. е депутат в областния и градски съвет на Одеса. През 2002 г. участва за пръв път в изборите за Върховна рада на Украйна, като кандидат от 141 избирателен окръг, но не успява да спечели.

### 2004 – 2006
На IV избори за Върховна рада през 2004 г. е избран за депутат от 136 избирателен окръг. През този период е член на Комисията по правата на човека, националните малцинства и междуетническите отношения.

### 2012 – 2014
На VII избори за Върховна рада през 2012 г. е избран за депутат от 142 избирателен окръг, с център град Арциз. В качеството си на депутат, Антон Кисе е и секретар на Специалната контролна комисия на Върховната рада по въпросите с приватизацията, член на Комитета на Върховната рада на Украйна по европейска интеграция. Оглавява група за междупарламентарни отношения с България, член на групите за междупарламентарни отношения с Молдова, Турция, Армения, Грузия, Израел, Беларус, Южна Корея и Полша.
По време на втория си мандат е част от парламентарната група на „Партията на регионите“.

## Фото галерия
- Антон Кисе във Върховната рада на Украйна, 20 март 2013 г.
- Антон Кисе на среща с министъра на външните работи на България – Кристиан Вигенин, 21 март 2014 г.
- Антон Кисе във Върховната рада на Украйна, 17 юли 2015 г.